# 810

810(팔백십)은 809보다 크고 811보다 작은 자연수다.

## 수학
- 합성수로, 그 약수는 총 20개다. (1, 2, 3, 5, 6, 9, 10, 15, 18, 27, 30, 45, 54, 81, 90, 135, 162, 270, 405, 810)
  - 810의 진약수의 합은 1368이므로, 810은 과잉수다.
- {\displaystyle 810=9^{2}+27^{2}}
  - 연속하는 두 개의 {\displaystyle 3^{n}}의 제곱합으로 나타낼 수 있으며, 이 성질을 지닌 앞의 수는 90, 다음 수는 7290이다.
- {\displaystyle 810=90\times 09}
  - {\displaystyle ab\times ba}의 꼴로 나타낼 수 있는 수열의 90번째 수다. 이 수열의 앞의 수는 8722, 다음 수는 1729다. (OEIS의 수열 A061205)
- {\displaystyle 91^{9}-1}은 810으로 나누어떨어진다.

## 과학
- NGC 810(영어판): 고래자리 방향에 있는 타원은하.
- 810 아토사(영어판): 소행성.

## 교통

### 철도
- 810호대 증기 기관차
- 수도권 전철 8호선 암사역의 역번호.

### 도로
- 810번 지방도 (폐지): 대한민국의 과거 지방도. 806번 지방도에 통합되어 폐지되었다.
- 현도 제810호선

## 군사
- 810 해군 항공대(영어판): 과거 존재한 영국의 해군 항공대.

## 문화유산
- 대한민국의 보물 제810호: 경복궁 자경전 십장생굴뚝

## 기타
- 날짜: 8월 10일
- 연도: 810년, 기원전 810년
- 810년대
- 810 피프스 애비뉴(영어판)
- 한국십진분류법에서 한국 문학에 관한 책들이 분류되는 번호.